# Tsuga mertensiana
Cicuta de montaña (Tsuga mertensiana) especie arbórea, originaria de la costa oeste de Norteamérica.

## Descripción
Es una gran conífera siempreverde que crece hasta los 20–40 m de alto, excepcionalmente 59 m, y con un tronco de hasta 2 m de diámetro. La corteza es fina y se fragmenta en cuadrados, de color gris. La copa es una clara forma cónica delgada en los árboles jóvenes con un brote que cae, haciéndose cilíndrico en los árboles mayores. A todas las edades, se distingue por las puntas de las ramillas ligeramente colgantes. Los brotes son de color pardo anaranjado, con densa pubescencia alrededor de 1 mm de largo. Las hojas son aciculares, 7–25 mm de largo y 1–1,5 mm de ancho, suaves, de sección sólo ligeramente aplanada, haz verde azulado glauco claro, y con dos anchas bandas de estomas de blanco azulado en el envés; difieren de otras especies de tsugas en que también tienen estomas en el haz, y se colocan en forma de espiral alrededor del brote. Los estróbilos son pequeños, pero más largos que los de cualquier otra especie de tsuga, colgantes, cilíndricos, 30–80 mm de largo y 8–10 mm de ancho cuando están cerrados, abriéndose luego hasta 12–35 mm, superficialmente algo parecido a un cono pequeño de pícea. Tienen escamas finas y flexibles de 8–18 mm de largo. Los conos inmaduros tienen un color púrpura oscuro (raramente verde), cuando maduran son de pardo rojizo 5–7 meses después de la polinización. Las semillas son pardo rojizas, 2–3 mm de largo, con un ala fina, de 7–12 mm de largo color pardo rosáceo claro.

## Distribución y hábitat
El área de distribución de Tsuga mertensiana tiene su límite noroeste en la península de Kenai, Alaska, y su límite sureste en el norte del Condado de Tulare, California.

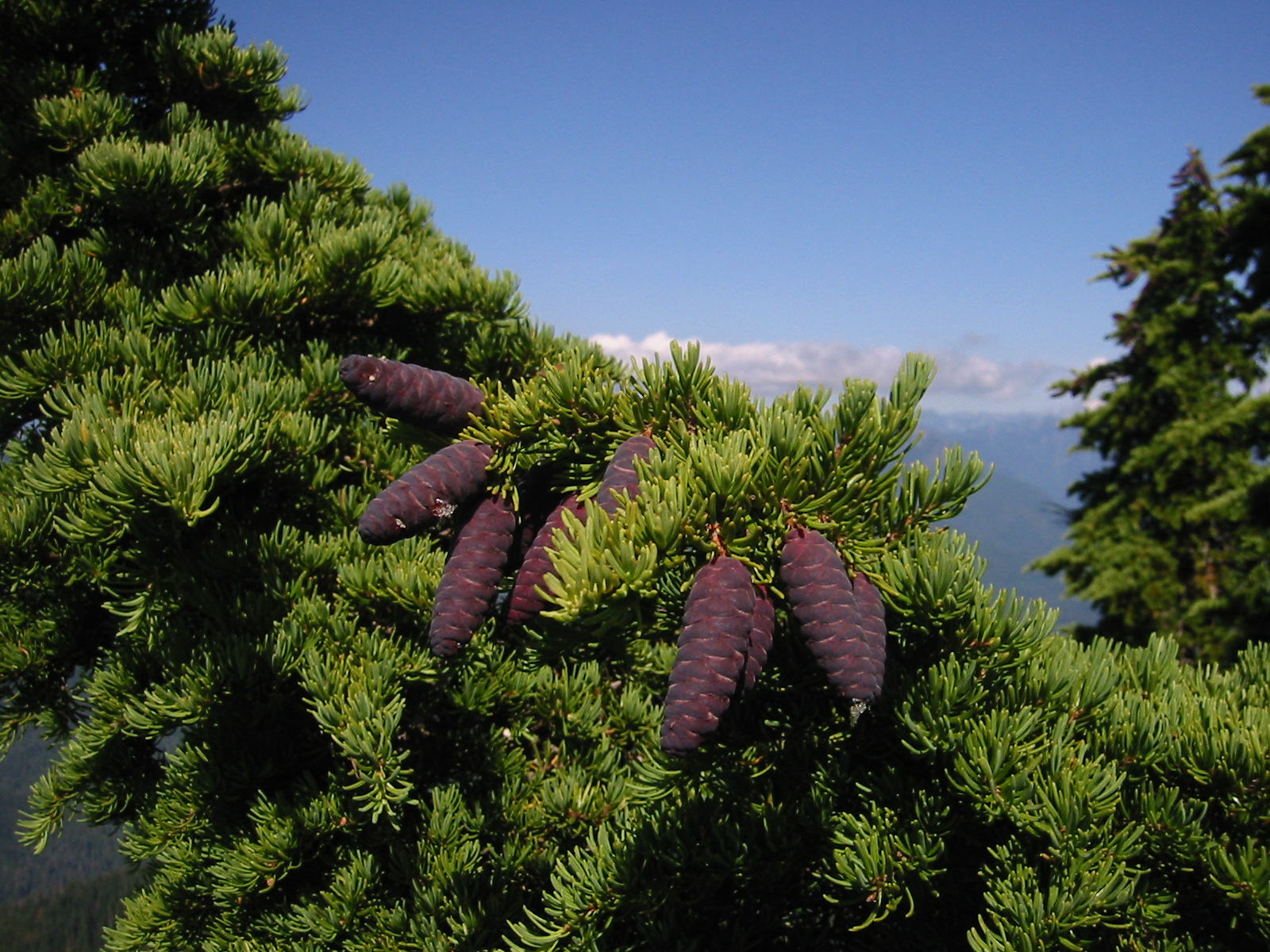
Follaje y conos de la subsp. mertensiana

El área de distribución coincide con el de la Tsuga heterófila de manera bastante exacta, de la misma manera normalmente a menos de 100 km del océano Pacífico aparte de una población tierra adentro semejante en las Montañas Rocosas en el sureste de la Columbia Británica, norte de Idaho y oeste de Montana. Su distribución, sin embargo, difiere en California, mientras que la tsuga heterófila queda restringida a la Cadena costera, mientras que la Tsuga mertensiana se encuentra en los montes Klamath y Sierra Nevada. A diferencia de la tsuga heterófila, crece en su mayor parte a grandes alturas excepto en el extremo norte, desde el nivel del mar hasta los 1000 m en Alaska, 1600–2300 m en las Cascadas en Oregón, y 2500–3050 m en Sierra Nevada.

## Ecología

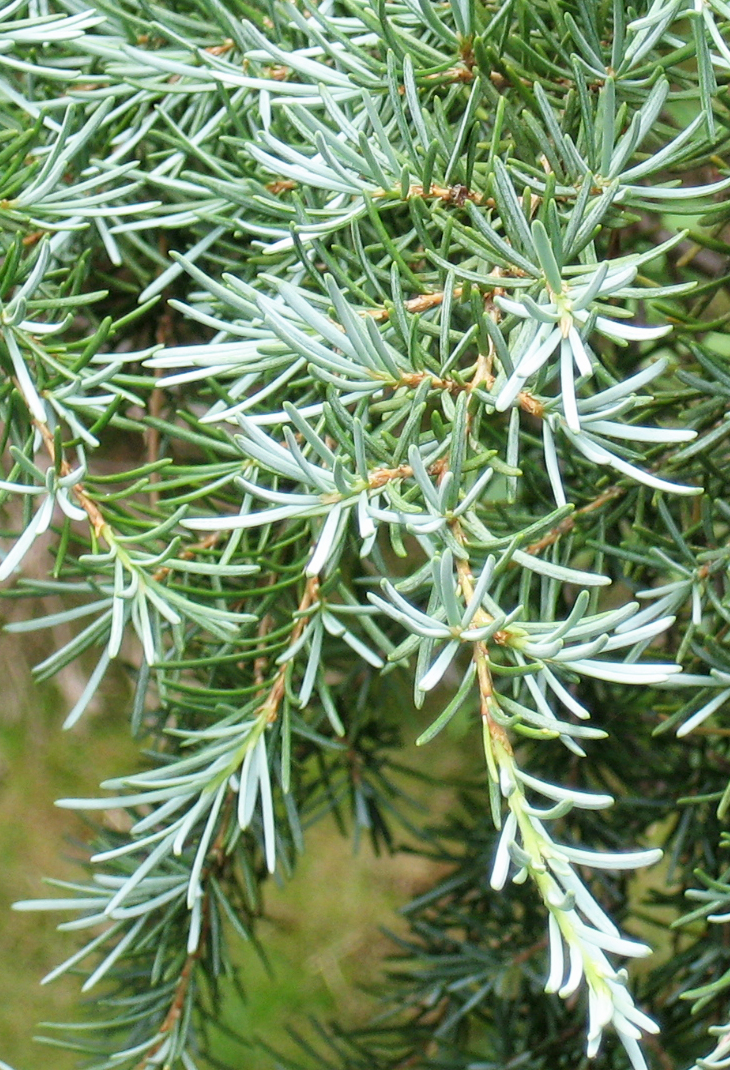
Follaje de la subespecie grandicona

A diferencia de otras tsugas, no es muy tolerante a la sombra, con las jóvenes plantas típicamente creciendo en condiciones abiertas a plena luz. Sólo tiene éxito en un lugar húmedo con muy intensa nieve en el invierno para proteger el suelo de la helada y proporcionar una fuente constante de agua fundida durante la primavera y el verano, la forma en que mejor crece es en laderas que miran al norte donde la nieve dura más. Está muy bien adaptado a soportar grandes cantidades de hielo y nieve, con fuertes ramas, y las ramillas colgantes derramando la nieve con facilidad.

## Diversidad
Hay tres taxones, dos subespecies y una variedad menor:
- Tsuga mertensiana subsp. mertensiana. En inglés, Northern Mountain Hemlock, literalmente "Tsuga mertensiana septentrional". Del centro de Oregón hacia el norte. Los conos son más pequeños, 30–60 mm de largo, 12–25 mm de ancho cuando están abiertos, con 50–80 escamas.
  - Tsuga mertensiana subsp. mertensiana var. mertensiana. En inglés, Northern Mountain Hemlock. Hojas de color verde grisáceo por ambos lados.
  - Tsuga mertensiana subsp. mertensiana var. jeffreyi (Henry) Schneider. En inglés, Jeffrey's Mountain Hemlock, literalmente "Tsuga mertensiana de Jeffrey". Mezclada con var. mertensiana; raro. Hojas más verdes, menos glaucas por el haz, más pálidas en el envés; conos que no se pueden distinguir del tipo. En el pasado se creyó que era un híbrido con tsuga heterófila, pero no hay evidencia de ello.
- Tsuga mertensiana subsp. grandicona Farjon. En inglés, California Mountain Hemlock, literalmente "Tsuga mertensiana de California"; sin. T. hookeriana (A.Murray) Carrière, T. crassifolia Flous. Del centro de Oregón hacia el sur. Las hojas son intensamente glaucas. Los conos más grandes, 45–80 mm de largo, 20–35 mm de ancho cuando están abiertos, con 40–60 escamas.
- Tsuga canadensis. En inglés, Eastern Hemlock. Esta se encuentra principalmente en el este y el centro de Estados Unidos y Canadá, y puede llegar hasta alturas de 50-80 pies.[5]
- Tsuga diversifolia. En inglés, Northern Japanese hemlock. En este caso, este tipo de hemlock se encuentra principalmente en Japón y Corea, y también puede llegar hasta alturas de 50-80 pies[5].

## Usos
Fuera de su área de distribución natural, la Tsuga mertensiana se cultiva como un árbol ornamental en jardines particularmente en Escandinavia y el norte de Gran Bretaña, donde se aprecia por su color verde azulado y la tolerancia al clima extremo. El cultivo se ve limitado por el crecimiento muy lento de las plantas jóvenes y su susceptibilidad a la contaminación del aire. Se han seleccionado unos pocos cultivares, principalmente por un foliaje intensamente glauco, como 'Blue Star' y 'Glauca'.